# Gerberga de Lorena
Gerberga de Lorena (n. cca. 935-d. după 7 septembrie 978) a fost fiica ducelui Gilbert de Lorena, duce de Lorena, cu Gerberga de Saxonia. Ea avea descendență din Carol cel Mare prin ambii săi părinți.
În 954 (sau puțin înainte de acest an), Gerberga a fost căsătorită cu contele Adalbert I de Vermandois., cu care a avut următorii copii:
- Herbert, care a succedat drept conte de Vermandois
- Odo de Vermandois (n. cca. 956–d. cca. 983–987)
- Liudolf de Noyon (c. 957–986)
- Guy, conte de Soissons[3]